# Martin Ennals
Martin Ennals (Walsall, Reino Unido, 1927 - Saskatoon, Canadá, 5 de octubre de 1991) fue un activista pro Derechos Humanos británico, Secretario General de Amnistía Internacional de 1968 a 1980.  
Fue cofundador de Alerta Internacional (1985) y de la organización de derechos humanos Artículo 19 (1987). 
Durante el periodo que ejerció como Secretario General de Amnistía Internacional la organización recibió el Premio Nobel de la Paz, el Premio Erasmus y el Premio de Derechos Humanos de las Naciones Unidas. 

## Trayectoria
Nacido en 1927 en Walsall, Staffordshire sus padres fueron Arthur Ford Ennals y Jessie Edith Taylor. Ennals fue educado en el Queen Mary's Grammar School y en la Escuela de Economía de Londres, donde recibió un título en relaciones internacionales. Trabajó para la UNESCO de 1951 a 1959. En 1959, Ennals se convirtió en miembro fundador del Movimiento Anti-apartheid y fue también Secretario General del Consejo Nacional de Libertades Civiles, puesto que ocupó hasta 1966, cuando se convirtió en Oficial de Información y Publicaciones de la Comisión para la Igualdad Racial.
Ennals asumió el puesto de Secretario General de Amnistía Internacional en 1968. En ese momento, la organización tenía 7 empleados y un presupuesto anual de £ 17'000. Doce años más tarde, la organización contaba con 150 personas asalariadas con un presupuesto anual de £ 2 millones. Martin representó una era en la que Amnistía se convirtió en una organización de derechos humanos de interés mundial. Amnistía recibió el Premio Erasmus en 1976, el Premio Nobel de la Paz en 1977 y el Premio de las Naciones Unidas para los Derechos Humanos en 1978. Ennals hizo que otros aceptaran los premios en nombre de Amnistía.
Ennals con una importante capacidad creativa y activista impulsó una decena de organizaciones especializadas en diferentes temas relacionados con la defensa de los derechos humanos, entre ellas HURIDOCS para apoyar el uso de las tecnologías de las organizaciones de derechos humanos, SOS Torture (World Organisation Against Torture), Defence for Children International, Artículo 19 en defensa de la libertad de expresión, y para la prevención y solución de conflictos International Alert.
El hermano mayor de Ennals, David Ennals, fue un político británico que ocupó el cargo de Secretario de Estado de Servicios Sociales.

## Premios
El Premio Martin Ennals para defensores de derechos humanos, creado en 1993, se concede anualmente y está dedicado a reconocer el trabajo de las personas que han demostrado una incansable y excepcional labor en la lucha contra las violaciones de derechos humanos mediante medios innovadores y valientes. Está administrado por la Fundación Martin Ennals. El nombre de la persona ganadora es elegido anualmente por un jurado compuesto por diez organizaciones dedicadas a la defensa de los Derechos Humanos. El premio es también conocido como el "Nobel de los derechos humanos".
| Predecesor: Eric Baker | Secretario General de Amnistía Internacional 1968 - 1980 | Sucesor: Thomas Hammarberg |